# Lac Barley
Pour les articles homonymes, voir Barley.
Le lac Barley est un plan d'eau douce situé dans le territoire non organisé de Lac-Pikauba, dans la municipalité régionale de comté de Charlevoix, dans la région administrative de la Capitale-Nationale, dans la province de Québec, au Canada. Ce plan d'eau est situé dans la zec des Martres, à l'extérieur (du côté Est) de la Réserve faunique des Laurentides.
Le lac Barley constitue le principal plan d'eau de la rivière Barley. Ce lac de montagne est entièrement situé en zone où la foresterie a toujours été l'activité économique prédominante. Au XIXe siècle, les activités récréotouristiques ont pris de l'essor. À cause de l'altitude, ce lac est normalement gelé de la fin octobre au début mai; néanmoins, la période sécuritaire de circulation sur la glace est habituellement de début deécembre à avril.
Une route forestière dessert le bassin versant du Grand lac des Enfers.

## Géographie
Situé en zone forestière dans le territoire non organisé de Lac-Pikauba dans la zec des Martres, le lac Barley (longueur: 3,5 km; altitude: 802 m) est traversé vers le sud-ouest par le courant de la rivière Barley. L'embouchure du  lac Barley est située au fond d'une baie sur la rive ouest du lac, à:
- 3,9 km au sud-ouest d'une baie du lac des Martres;
- 43,8 km à l'ouest du centre-ville de La Malbaie;
- 41,7 km au nord-ouest du centre-ville de Baie-Saint-Paul[1].

À partir de l'embouchure du lac Barley, le courant descend la rivière Barley sur 10,0 km généralement vers l'ouest, puis emprunte le cours de la rivière Malbaie sur 108 km avec une dénivellation de 656 m laquelle se déverse à La Malbaie dans le fleuve Saint-Laurent.

## Toponymie
Jadis la graphie de ce toponyme empruntait les variantes suivantes : Berly ou Berley. La forme actuelle du toponyme Barley date de 1927. Approuvé en 1963 par la Commission de géographie du Québec, cette désignation toponymique évoque le souvenir de Pierre Berly, Amérindien d'origine abénaquise qui campait dans la région; il exploitait, à la décharge du lac, une fosse à truites connue sous le nom de Trou à Berly. Le nom a paru sous la forme « Lac Berley », du nom d'un vieil Abénaki, Pierre Berley, tel qu'expliqué par Thomas Fortin, dans son ouvrage "Le dernier des coureurs de bois", par Damase Potvin, 1945, page 211. Lac Barley Croche et Lac Barley Rétréci sont deux variantes du nom officiel.
Le toponyme "Grand lac des Enfers" a été officialisé le 25 février 1976 à la Banque des noms de lieux de la Commission de toponymie du Québec.